# Fairey Gannet AEW.3
El Fairey Gannet AEW.3 fue una variante del avión de guerra antisubmarina Fairey Gannet, diseñado para su uso en la función de alerta temprana aerotransportada (AEW) en portaaviones de la Marina Real. Entró en servicio en 1959 para reemplazar al obsoleto Douglas Skyraider y se concibió como una solución provisional hasta la introducción prevista de una nueva plataforma AEW, construida específicamente para su uso en los planeados portaaviones CVA-01. Ni los nuevos portaaviones ni los nuevos aviones AEW se implementaron, y el Gannet AEW.3 permaneció en servicio hasta que el último portaaviones que podía operarlo fue retirado en 1978.

## Diseño y desarrollo

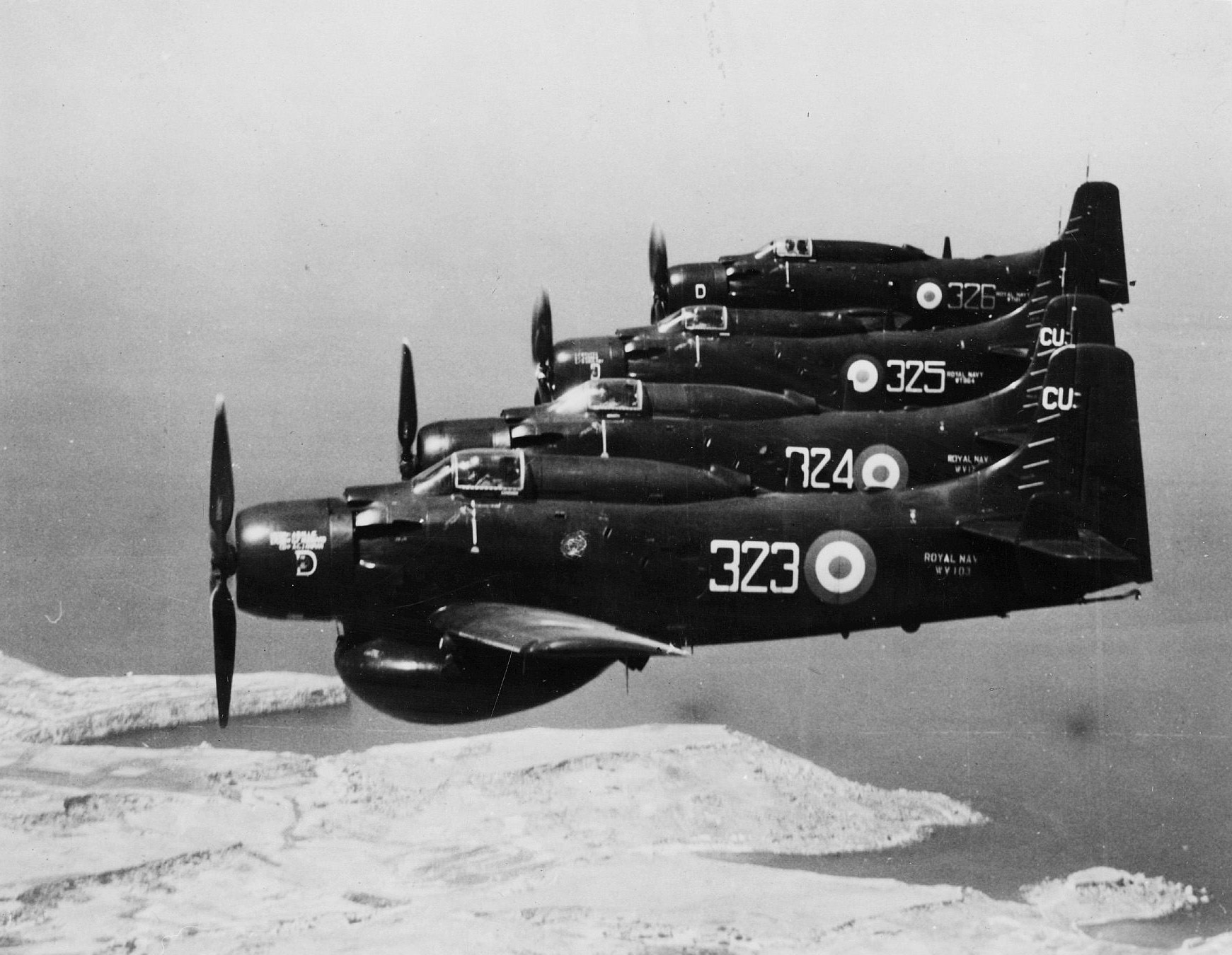
El Douglas Skyraider había estado en servicio desde principios de la década de 1950, pero se estaba volviendo obsoleto rápidamente.

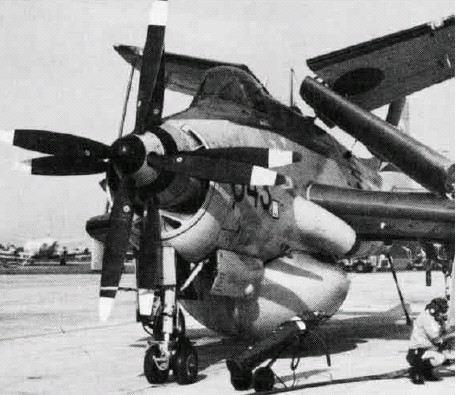
Gannet AEW.3 del No. 849 Squadron mostrando el sistema de plegado del ala.

A finales de la década de 1950, la Marina Real operaba el Douglas A-1 Skyraider con motor de pistón desde sus portaaviones en el rol AEW. Sin embargo, el Skyraider fue un diseño que se originó durante la Segunda Guerra Mundial. Entró en servicio con la RN en 1951, pero, debido a su antigüedad de la Segunda Guerra Mundial, se consideraría obsoleto a finales de la década de 1950. Como consecuencia, la Marina Real emitió su directiva AEW.154 para comenzar a planificar un reemplazo para el Skyraider. Los aviones considerados más adecuados para esto fueron vistos como aquellos que ya estaban en desarrollo para la Especificación GR.17/45 de la Armada para un nuevo avión antisubmarino, de los cuales los favoritos eran el Blackburn B-54/B-88 y el Fairey Type Q/17. En esta competición, fue el avión de Fairey Aviation el que resultó ganador, entrando finalmente en servicio como Gannet.
La intención era usar el Gannet como medida provisional antes de la adquisición de un nuevo sistema construido específicamente para usarse en la nueva generación planificada de portaaviones. Como consecuencia, se pretendía realizar la menor modificación posible: el radar AN/APS-20 del Skyraider se montaría en un radomo debajo del fuselaje de un Gannet AS.1 ordinario, con la electrónica asociada y espacio para dos operadores en el interior. Sin embargo, el tamaño del radomo significaba que el fuselaje existente estaba demasiado cerca del suelo para acomodar el radar, por lo que se requirió una modificación significativa del primero. Esto implicó eliminar las cabinas de los observadores y crear una nueva cabina dentro del fuselaje; a esta se accedía a través de un par de escotillas junto al borde de salida del ala, lo que también significaba que los escapes debían moverse de esta posición al borde de ataque; aumentar el área total del estabilizador vertical para compensar la inestabilidad causada por el radomo; y extender la longitud del tren de aterrizaje para aumentar el espacio libre para el radomo, lo que en consecuencia aumentó la altura total del avión en 1 m y le dio al avión una postura más nivelada que la versión antisubmarina. Tan extensas fueron las modificaciones requeridas que, en diciembre de 1954, se sugirió renombrar la versión AEW como Fairey Albatross, ya que era, a todos los efectos, un avión completamente diferente de su predecesor ASW. De hecho, para cuando el Gannet AEW entró en servicio, la versión ASW estaba en proceso de reemplazo, evitando cualquier posible confusión.
El prototipo Gannet AEW.3 voló por primera vez en agosto de 1958. Las pruebas en portaaviones se realizaron en noviembre con el HMS Centaur y el primer avión de producción se entregó en diciembre. Para agosto de 1959, se formó el 700G Naval Air Squadron como la Unidad de Pruebas del nuevo Gannet. Esta unidad sometió al avión a un intenso programa de pruebas para prepararlo para el servicio operativo, un proceso que duró hasta enero de 1960, momento en el que la unidad pasó a denominarse Destacamento "A" del 849 Naval Air Squadron. El Destacamento 849A fue declarado operativo y se embarcó por primera vez en el HMS Ark Royal. Se ordenó un total de 44 Gannet para la Marina Real para reemplazar al Skyraider.
|                      |
| Variantes ASW y AEW. |

| |
| Gannet T.2; tres cabinas, actitud alta del morro, escapes cerca del borde de salida alar, empenaje redondeado. |

|                                                                                         |
| Gannet AEW.3; radomo ventral, si escapes en el borde de salida alar, empenaje cuadrado. |

### AEW Mk.7
El radar AN/APS-20 se desarrolló inicialmente durante la Segunda Guerra Mundial y presentaba importantes limitaciones en cuanto a su rendimiento a baja altura sobre el agua (lo que dificultaba la diferenciación entre la interferencia marina y los objetivos reales) y a corto alcance. Como consecuencia, se intentó desarrollar un sistema AEW actualizado para su uso en portaaviones de la Marina Real. Una de estas, derivada de las propuestas de BAC, fue un Gannet actualizado. En este caso, BAC propuso dos esquemas distintos:
- Una versión de cambio mínimo del AEW.3 existente con radar y sistemas actualizados.
- Una versión simplificada y reconstruida con todos los sistemas nuevos, que pasó a conocerse como AEW.7.

En la versión AEW.7 se habría eliminado el radomo ventral que contenía el radar AN/APS-20 y se habría reemplazado por un domo giratorio dorsal o «rotodomo», similar al utilizado en el Grumman E-2 Hawkeye estadounidense, con un sistema de radar FMICW de nuevo desarrollo. Para acomodar una nueva instalación del tamaño del rotodomo, junto con su ubicación justo en la parte trasera de la aeronave, se pretendía reconstruir el fuselaje trasero, sustituyendo el empenaje de cola único por una configuración de cola doble, y aumentando la envergadura hasta los 18,3 m. El rotodomo fue diseñado para ser móvil durante su instalación, pudiendo inclinarse hacia atrás para permitir que el haz del radar funcionara sin interferencias de las hélices del Gannet, eliminando así la necesidad de reemplazar el Double Mamba por un conjunto de motor turbofán. Finalmente, esta propuesta no se llevó a cabo.

## Historia operacional

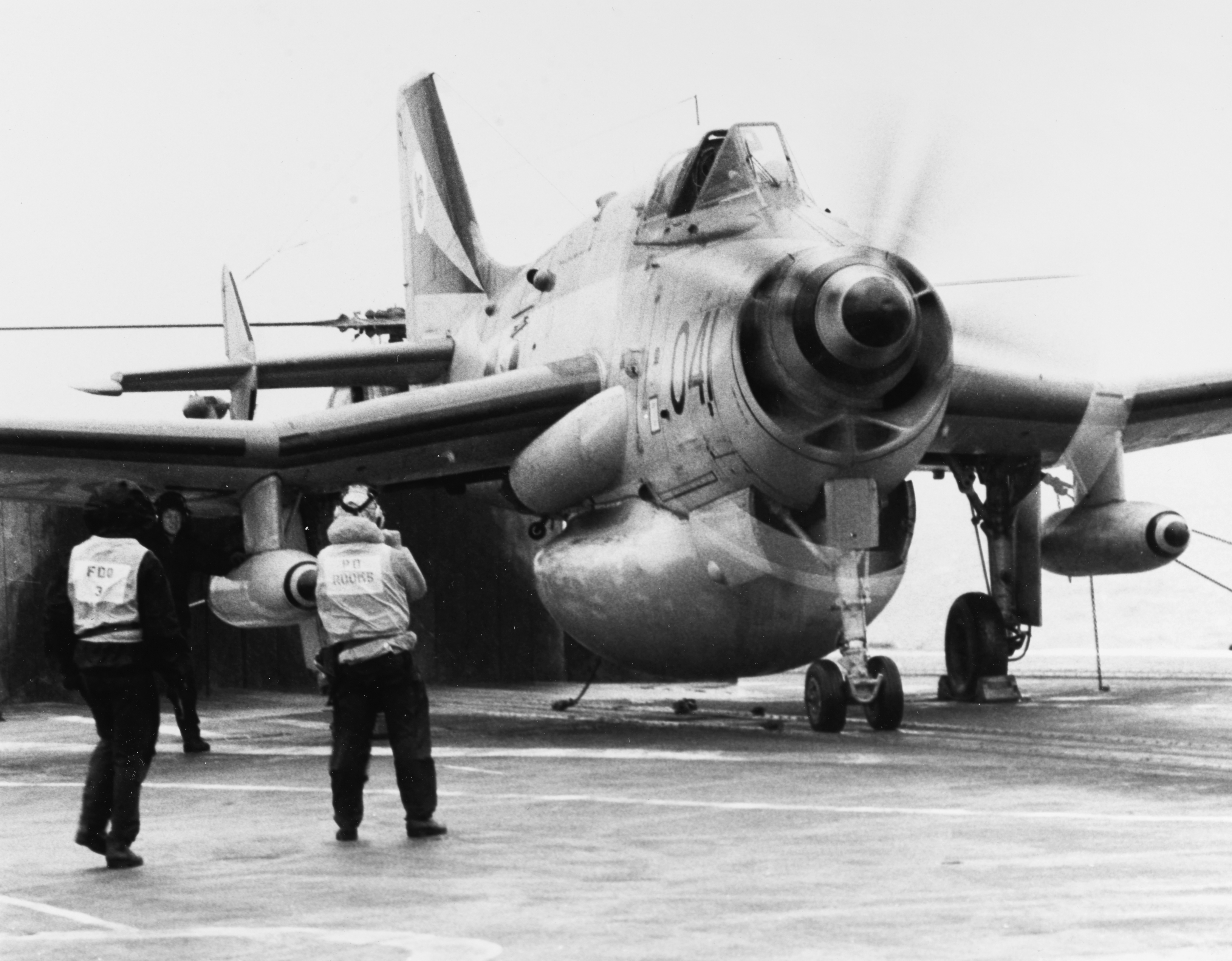
Un Gannet en la catapulta del HMS Ark Royal en septiembre de 1978.

La Marina Real desarrolló sus tácticas de alerta temprana aerotransportada en el Skyraider y las desarrolló con las capacidades mejoradas del Gannet, que contaba con observadores entrenados para interpretar la información proveniente del radar de a bordo. Podían usarla para controlar las patrullas aéreas de combate e interceptar aeronaves de ataque entrantes, o bien, dirigir sus propias aeronaves para atacar un objetivo.
Sin embargo, debido a la calidad del equipo, el Gannet tenía una capacidad de mando y control limitada, ya que estaba construido alrededor del radar de búsqueda de banda S AN/APS-20 y el conjunto de IFF AN/APX-7, conectados al enlace de datos Bellhop AN/ART-28. El enlace de datos transmitía la información recibida a través de los sistemas de a bordo del Gannet a la sala de operaciones del portaaviones (o al buque encargado de dirigir las operaciones del Gannet), que actuaba en consecuencia ante cualquier amenaza. Sin embargo, el Gannet no contaba con computadora ni equipo de procesamiento a bordo (a diferencia del contemporáneo E-2B Hawkeye), lo que significaba que los observadores debían interpretar la señal de radar sin procesar.
El Gannet contaba con una tripulación de tres personas: el piloto, ubicado en la cabina delantera, y dos observadores en la cabina del fuselaje, accesible a través de una escotilla junto al borde de fuga del ala. La aeronave tenía una autonomía típica de 5 a 6 horas y una altitud máxima de 7600 m. El Gannet solía navegar con un solo motor del sistema Double Mamba, alternando entre ambos cada media hora.
El único escuadrón operativo de Gannet, el 849 NAS, realizó un total de cuatro destacamentos operativos, además del destacamento del Cuartel General, durante su tiempo de operación. Este destacamento estuvo estacionado en tres bases aéreas de la Fleet Air Arm durante la operación de Gannet, mientras que la mayoría de los destacamentos operativos se asignaron a más de un portaaviones durante el uso de la aeronave por parte de la Fleet Air Arm, con cinco portaaviones de la Marina Real operando destacamentos de guerra aérea (AEW) de Gannet.
- Destacamento HQ: RNAS Culdrose (1960-1965); RNAS Brawdy (1965-1970); RNAS Lossiemouth (1970-1978).
- Destacamento A: HMS Ark Royal (1960); HMS Centaur (1961-1963); HMS Victorious (1963-1967); HMS Hermes (1968-1970).
- Destacamento B: HMS Victorious (1960-1962); HMS Hermes (1962-1967); HMS Ark Royal (1970-1978).
- Destacamento C: HMS Hermes (1960-1962); HMS Ark Royal (1962-1966).
- Destacamento D: HMS Eagle (1964-1971).

Cada destacamento operaba cuatro aviones AEW con un Gannet COD.4 para comunicaciones barco-costa. Estos destacamentos se desplegaban regularmente desde los grandes portaaviones que entonces estaban en servicio con la Marina Real. Además, estaba previsto que el Gannet se desplegara inicialmente desde el planeado portaaviones CVA-01, hasta la entrada en servicio de un avión AEW construido específicamente para ese fin. Sin embargo, a mediados de la década de 1960, el Gobierno británico introdujo una serie de recortes en defensa que llevaron a la cancelación de los nuevos portaaviones y de sus aviones AEW, y a la retirada gradual de la aviación de ala fija en la Marina Real. El Destacamento 849C se disolvió en 1966 tras la reducción de la flota de portaaviones a cuatro barcos con la retirada del Centaur para su conversión a un portaaviones de comando (que no se llevó a cabo) y el desmantelamiento del Ark Royal para su importante reconstrucción de tres años para acomodar al McDonnell Douglas Phantom II. Las posteriores retiradas de portaaviones llevaron a la disolución del Destacamento 'A' en 1970 (cuando el Hermes fue retirado para su conversión en un portaaviones de comando) y del Destacamento 'D' en 1972 (cuando el Eagle fue dado de baja). Los últimos Gannet operativos fueron operados por el Destacamento 'B' a bordo del Ark Royal tras la importante reparación y puesta en servicio de ese buque en 1970. El Gannet continuó en servicio hasta el desmantelamiento final del Ark Royal en 1978: un Gannet del Destacamento 849B fue el último avión en ser recuperado por el buque el sábado 18 de noviembre de 1978. La retirada del Ark Royal significó que ya no había una plataforma disponible en la Marina Real para operar el Gannet, y por lo tanto el Escuadrón Aéreo Naval 849 se disolvió en diciembre de 1978, dejando a la Marina Real sin alerta temprana aerotransportada incorporada.

### AEW posterior en la Marina Real
La retirada gradual del Gannet AEW, como parte de la reducción de la aviación de ala fija en la Fleet Air Arm, condujo a la necesidad de que la Real Fuerza Aérea se hiciera cargo de la provisión de alerta temprana aerotransportada para la región de defensa aérea del Reino Unido. Como solución provisional hasta que se pudiera adquirir un sistema especialmente diseñado, los sistemas de radar y electrónicos de los Gannet redundantes se instalaron en Avro Shackleton igualmente redundantes; el Shackleton era un avión de patrulla marítima que entonces estaba en proceso de ser reemplazado. Sin embargo, esto todavía significaba que la Marina Real, entonces en proceso de introducir un nuevo tipo de portaaviones pequeño incapaz de operar aeronaves de ala fija convencionales, carecía de una plataforma AEW integrada que pudiera usarse como parte del grupo de tareas del portaaviones. Esta falta de capacidad AEW orgánica después de la retirada del Gannet se consideró errónea, en particular después de la experiencia de la Guerra de las Malvinas, en la que la Marina Real perdió cuatro buques debido a que la Task Force dependía de la búsqueda aérea embarcada. Como consecuencia, el helicóptero Westland Sea King fue modificado para incorporar el sistema de radar Searchwater para su uso en el papel AEW desde la clase Invincible. Los trabajos para convertir la primera aeronave para esta función, desde el proyecto propuesto, en un par de aeronaves que se desplegaran como parte del grupo aéreo a bordo del HMS Illustrious en su despliegue en las Malvinas, tardaron 11 semanas.
El tamaño de la clase Invincible, sumado a su capacidad para operar únicamente helicópteros y aeronaves de ala fija V/STOL, limitó los tipos de aeronaves que potencialmente podría transportar en la misión AEW. A pesar de las limitaciones del Sea King en altitud operativa y autonomía, se mantuvo como la única opción viable desde su introducción, a pesar de los esfuerzos por diseñar una plataforma más adecuada. Uno de estos intentos se produjo cuando BAe realizó un estudio privado sobre el uso del avión STOVL avanzado P.1216 propuesto como plataforma AEW, con un ala de forma recta y un sistema de radar en cápsula. Sin embargo, esta propuesta habría tenido una envergadura de más de 18 m, que se consideraba el límite superior para la operación a bordo  del Ark Royal y, por lo tanto, habría sido difícil de acomodar en un barco del tamaño del Invincible.
Para coincidir con la introducción de la nueva clase Queen Elizabeth, se buscó un nuevo sistema AEW. Inicialmente, se presentaron varias propuestas, ya que no estaba claro qué tipo de buque sería el nuevo portaaviones. Una vez confirmado que el Queen Elizabeth sería un buque de tipo STOVL, quedó claro que se requeriría un nuevo sistema basado en helicópteros o en un avión de ala fija STOVL, como el V-22 Osprey. Finalmente, se decidió que un nuevo sistema paletizado, denominado "Crowsnest", se operaría desde los helicópteros Merlin existentes de la Marina Real Británica, y que estaría operativo en 2019.

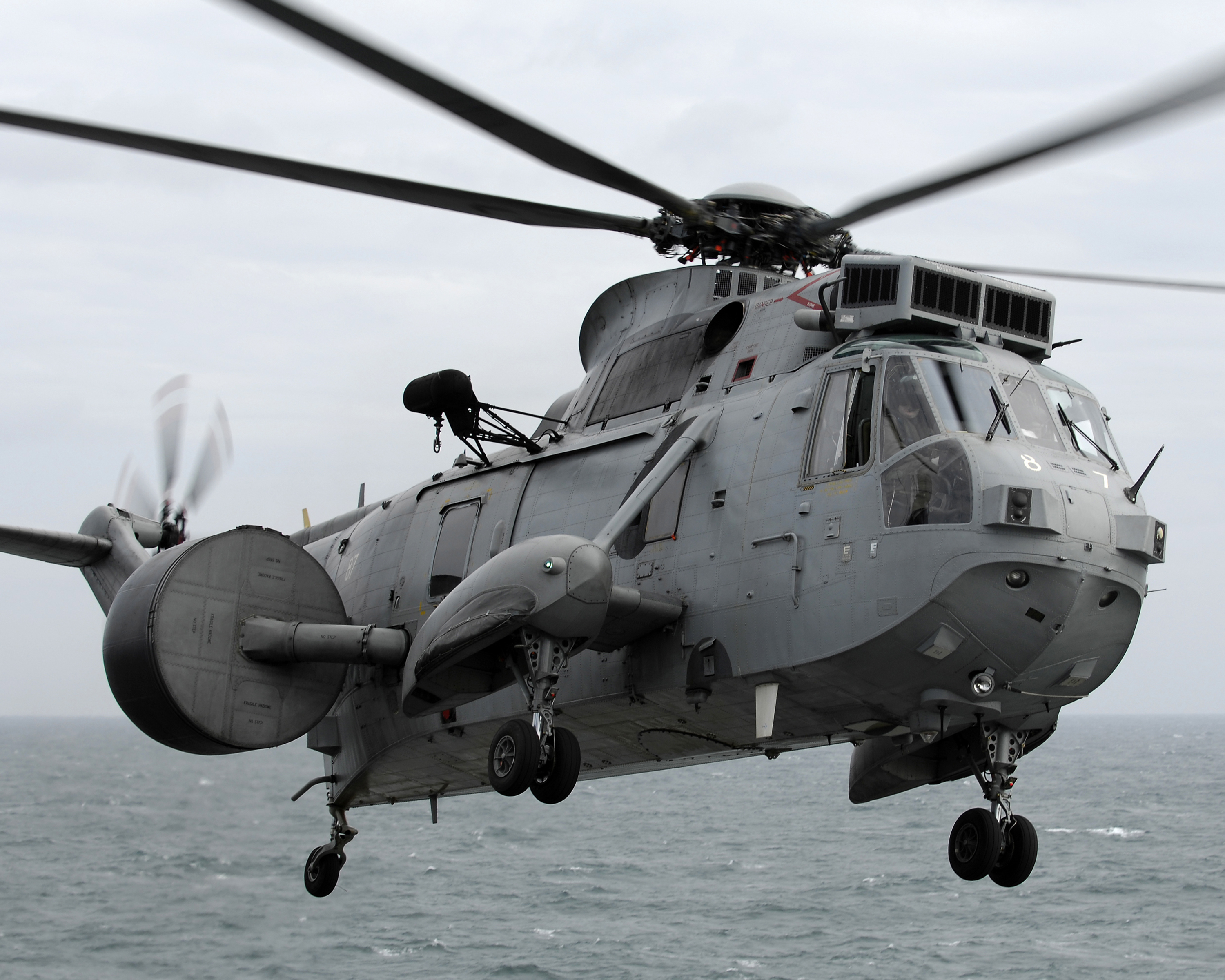
La Guerra de las Malvinas mostró la necesidad de AEW como parte del grupo aéreo, lo que llevó a que el Westland Sea King se modificara para asumir esa función.
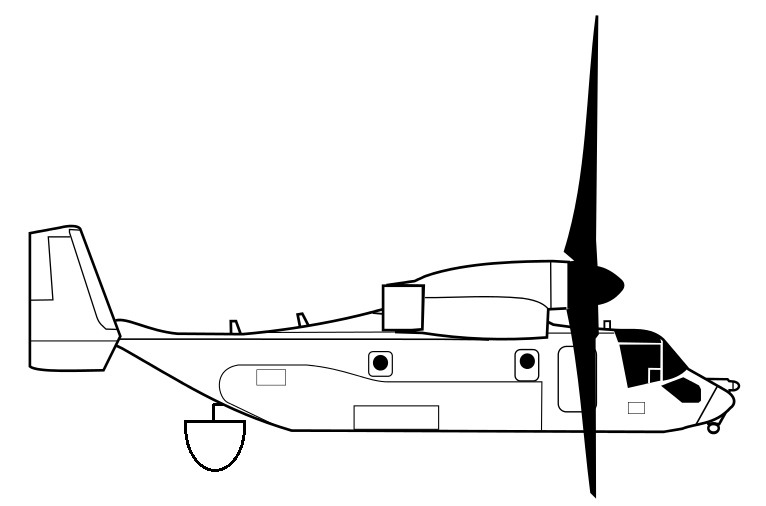
Una de las propuestas para una plataforma AEW en la clase Queen Elizabeth fue utilizar el avión de rotor basculante V-22 Osprey, con un radomo similar al del Sea King montado en la rampa de cola.
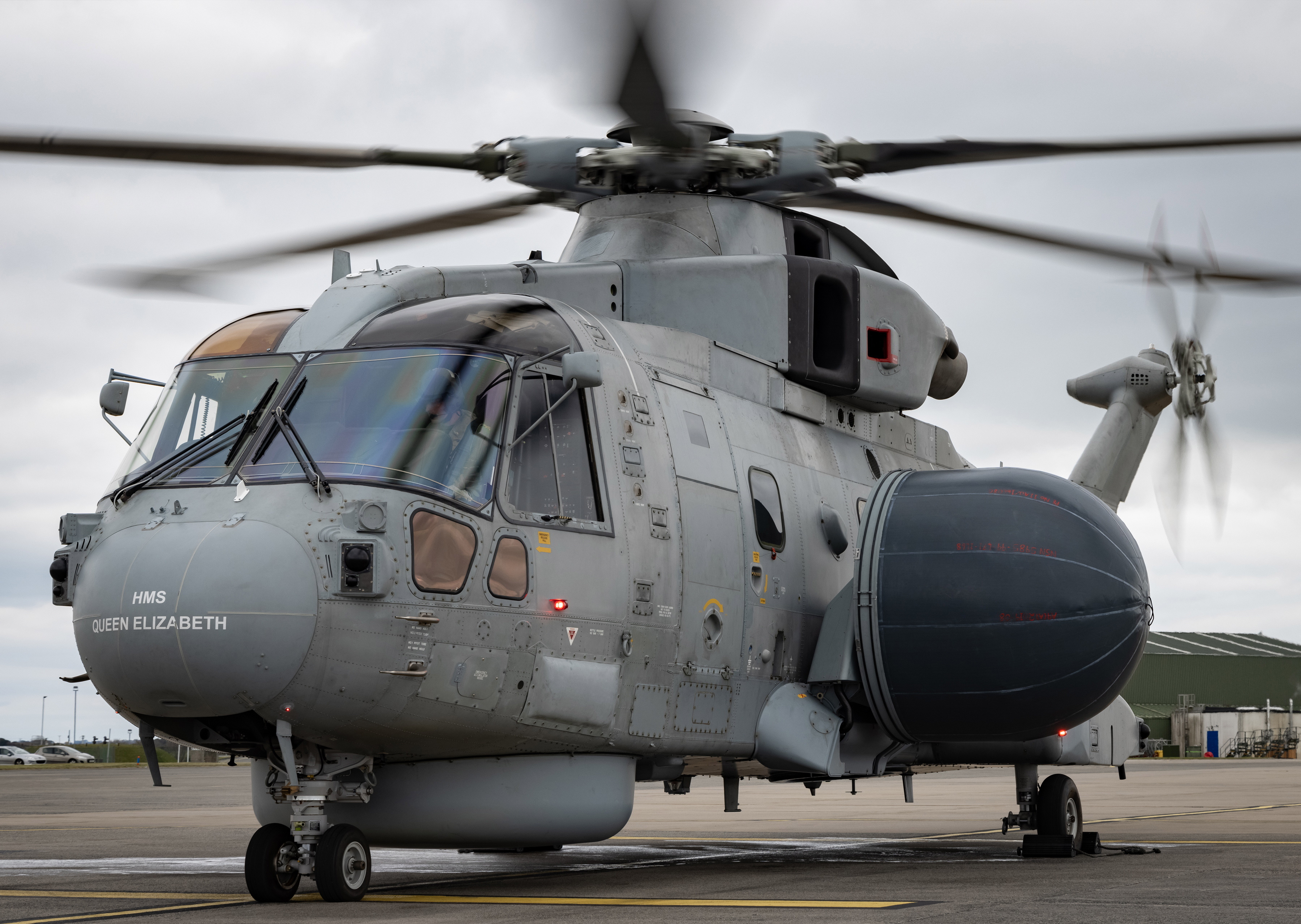
En 2021, los primeros Merlin de AgustaWestland equipados para la misión AEW se desplegaron a bordo de un portaaviones de la Marina Real.

## Variantes
Gannet AEW.3
Versión AEW estándar, desarrollada a partir de la versión antisubmarina; entró en servicio en 1960, 44 construidos.
Gannet AEW.7
Actualización propuesta con nuevo rotodomo dorsal similar al utilizado en el Grumman E-2 Hawkeye, sistemas de radar y electrónicos y conjunto de cola doble; nunca producida.

## Producción

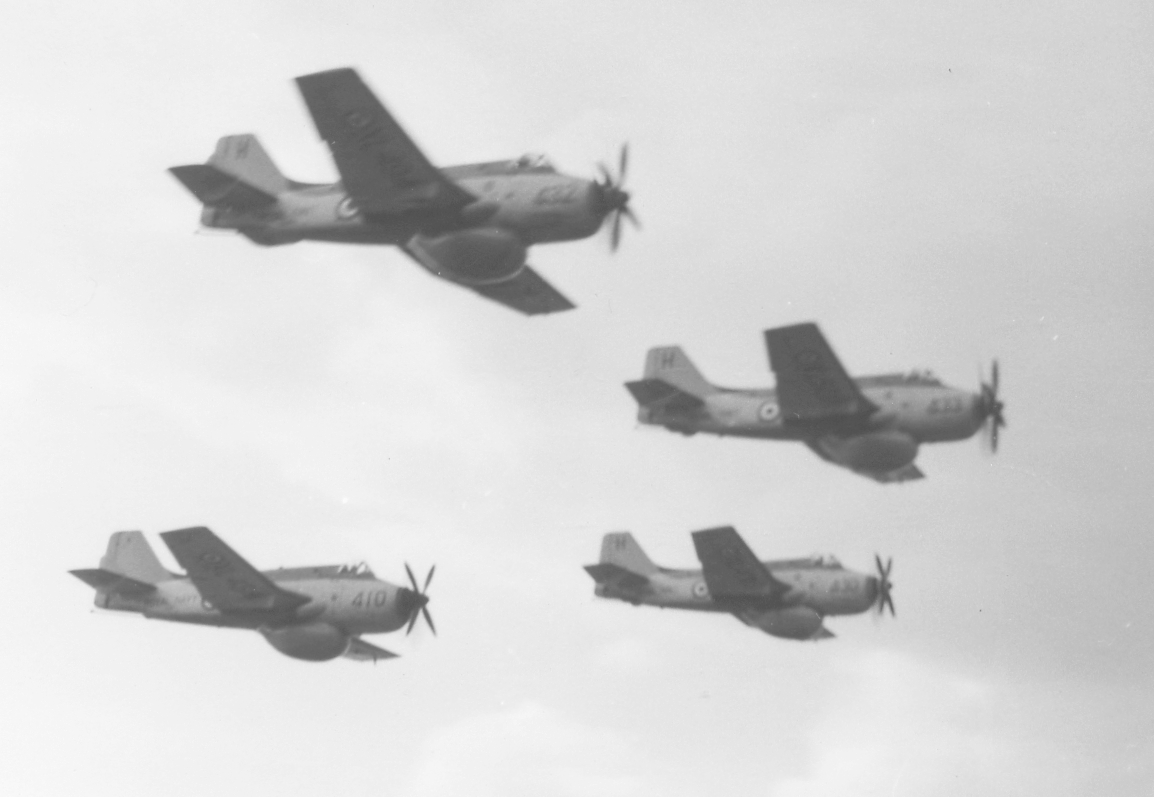
Una sección de cuatro Gannet durante el Salón Aeronáutico de Farnborough de 1961.

Los 44 Gannet AEW.3 se construyeron en la fábrica de Fairey en Hayes; el prototipo y los dos primeros aviones de producción se transportaron por carretera a RAF Northolt para su primer vuelo. El resto de los aviones volaron primero en el aeródromo de White Waltham. Un prototipo (matrícula XJ440) a construir en Hayes se encargó el 14 de diciembre de 1954 según la especificación AEW.154D y voló por primera vez en RAF Northolt el 20 de agosto de 1958. Los aviones de producción se encargaron según la especificación AEW.154P en tres lotes separados:
- 31 pedidos el 25 de febrero de 1956; el primer avión voló desde RAF Northolt el 2 de diciembre de 1958.[25]
- 9 pedidos el 7 de noviembre de 1959; el primer avión voló el 19 de julio de 1961.[25]
- 3 pedidos el 17 de febrero de 1961; el primer avión voló el 19 de febrero de 1963.[25]

El último AEW.3 construido fue entregado a la Marina Real el 6 de junio de 1963.

## Operadores
Reino Unido
- Marina Real (Arma Aérea de la Flota)

## Supervivientes

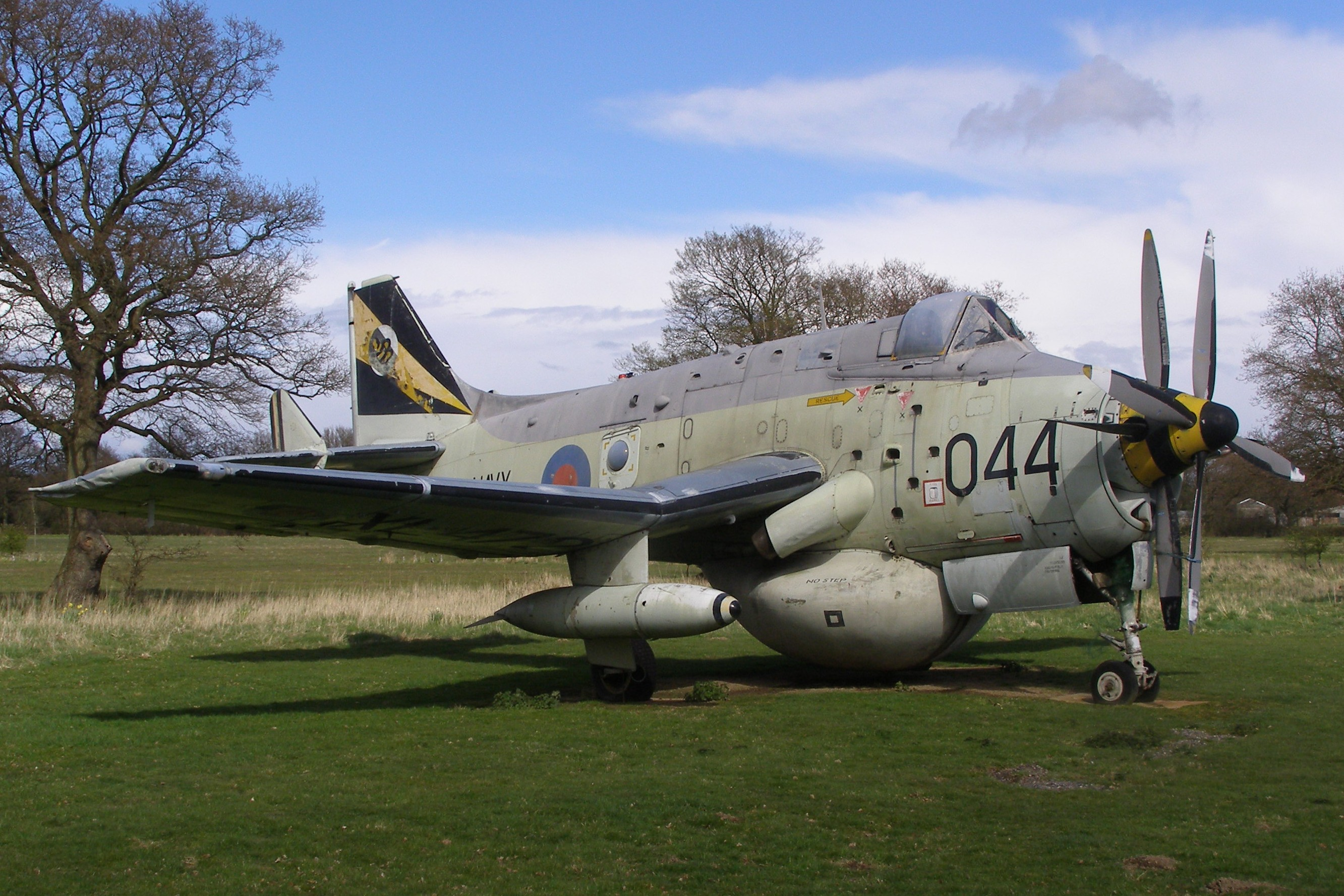
Gannet AEW.3 XL472 en el Museo de Aviación de Gatwick.

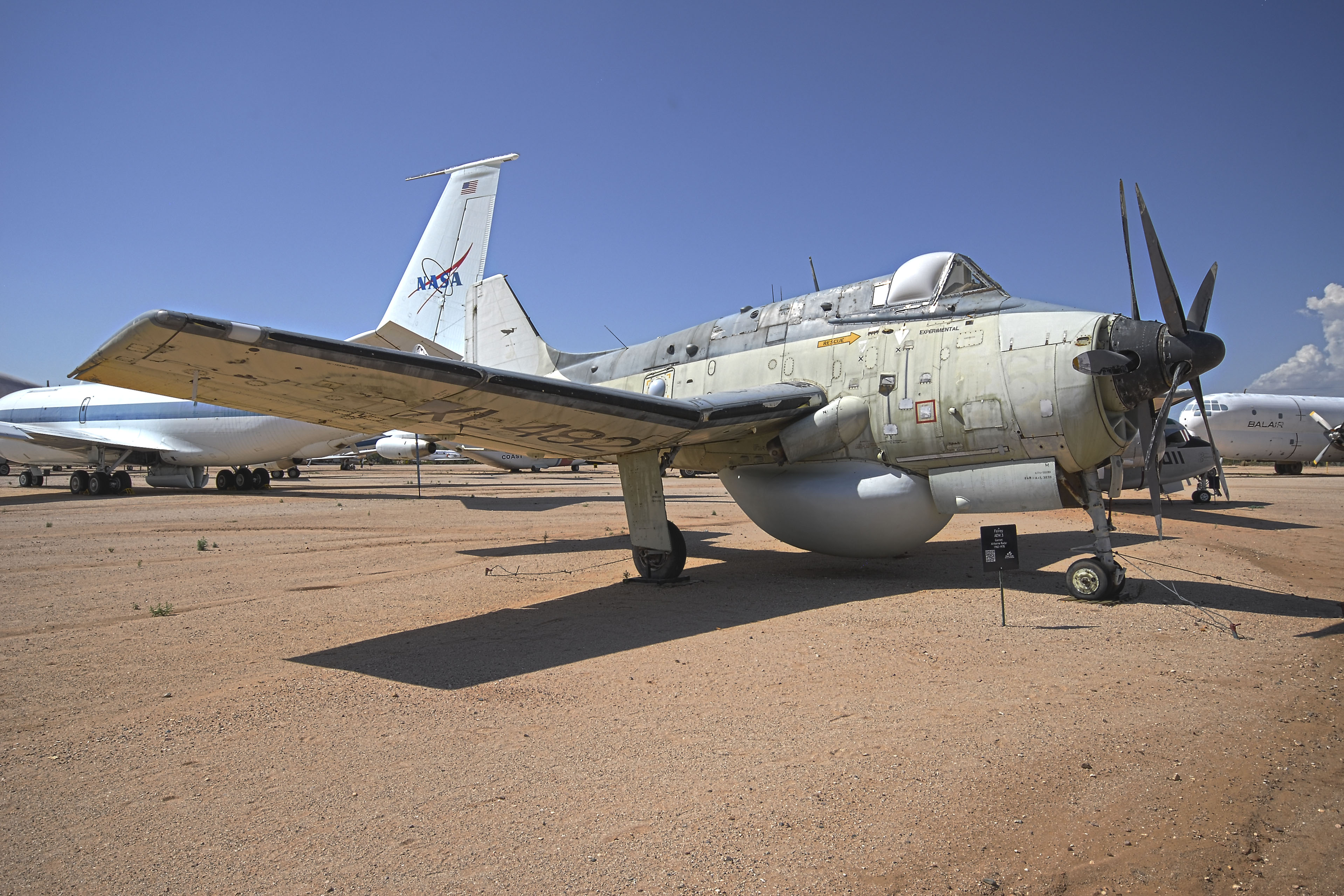
El Gannet AEW.3 XL482 se exhibe en el Museo Pima Air & Space, Arizona.

La mayoría de los Gannet de la Marina Real fueron desguazados tras su retirada. Sin embargo, la reducción de la fuerza de Gannet a finales de la década de 1960 y principios de la de 1970 provocó que se retirara una cantidad significativa de equipo electrónico de las estructuras de los Gannet para su instalación en aviones Avro Shackleton de la Real Fuerza Aérea, lo que permitió a la RAF llevar a cabo sus propias operaciones AEW. Además, algunos continuaron las operaciones de vuelo en manos de operadores civiles hasta la década de 1980: uno fue utilizado por Hamilton Standard en Estados Unidos para realizar pruebas de vibración de hélices, mientras que otro fue utilizado por Dowty Rotol para fines de desarrollo de hélices. Además, otro AEW.3 se utilizó como avión de exhibición privado en exhibiciones aéreas hasta finales de la década de 1980. En 2012, un avión (XL500, matriculado como G-KAEW), que una vez fue volado por Carlos III, estaba siendo sometido a una restauración integral para que estuviera en condiciones de aeronavegabilidad por Hunter Flying.
- Gannet AEW.3 XL450, se exhibe en la Flugausstellung Hermeskeil en Alemania.[27]
- Gannet AEW.3 XL472 en el Museo de Aviación de Gatwick, Surrey, Inglaterra.[27]
- Gannet AEW.3 XL497 en el Museo de Aviación de Dumfries y Galloway, Escocia.
- Gannet AEW.3 XL502 en el Museo del Aire de Yorkshire, Inglaterra.[27]
- Gannet AEW.3 XL503 en el Fleet Air Arm Museum, Yeovilton.[27]
- Gannet AEW.3 XP226 en el Museo del Aire de Newark, Inglaterra.[28]
- Gannet AEW.3 XL482 en el Museo Pima del Aire y el Espacio, Arizona.[27]

## Especificaciones

### Características generales
- Tripulación: Tres
- Longitud: 13 m (42,7 ft)
- Envergadura: 16,6 m (54,3 ft)
- Altura: 5,1 m (16,8 ft)
- Superficie alar: 46 m² (495,2 ft²)
- Perfil alar: raíz: NACA 23018; punta: NACA 23010[29]
- Peso cargado: 11 340 kg (24 993,4 lb)
- Planta motriz: 1× turbohélice acoplado Armstrong Siddeley ASMD.4 Double Mamba.
  - Potencia: 2890 kW (3984 HP; 3930 CV)
- Hélices: De 8 palas contrarrotativa

### Rendimiento
- Velocidad máxima operativa (Vno): 400 km/h (249 MPH; 216 kt)
- Alcance: 1100 km (594 nmi; 684 mi) (5-6 h)
- Techo de vuelo: 7600 m (24 934 ft)

### Aviónica
- AN/APS-20, radar de búsqueda aérea de banda S
- AN/APX-7, interrogador-respondedor de IFF
- AN/ART-28 "Bellhop", enlace de datos

## Aeronaves relacionadas

### Desarrollos relacionados
- Fairey Gannet

### Aeronaves similares
- Douglas AD-4W Skyraider
- Grumman E-1 Tracer
- Hawker Siddeley P.139B